# La Buitrera (Cali)
La Buitrera es un corregimiento del distrito colombiano de Santiago de Cali. Se ubica en el centro del distrito y el suroccidente de la cabecera municipal. La Buitrera limita con los corregimientos de Pance al sur y Villacarmelo al occidente, su área es atravesada por los ríos Lilí y Melendez.

## Generalidades
Popularmente el nombre La Buitrera viene de relatos que dicen que en las cuenca del río Lilí hay gran cantidad de buitres o gallinazos. La Buitrera es el corregimiento más habitado y segundo más densamente poblado de la zona rural de Cali.
Antes de ser parte de la creación del municipio de Cali los terrenos de La Buitrera pertenecían a haciendas entre las que se destacan la Hacienda Cañasgordas que fue inmortalizada en el libro El Alférez Real del escritor Eustaquio Palacios.
Geográficamente el corregimiento esta en la parte alta de la cuenca de los ríos Lilí y Melendez y se extiende desde los 1.000 m s. n. m. cerca del área urbana hasta los 2.000 m s. n. m. Está formada por las veredas Altos del Otoño, el Rosario, Pueblo Nuevo, Anchicayá, el Plan y varios asentamientos y condominios.